# ジェルジ・パウク
ジェルジ・パウク（György Pauk, 1936年10月26日 - 2024年11月18日）は、ハンガリーのヴァイオリニスト。

## 略歴
ブダペストに生まれ、地元のブダペスト音楽院に学ぶ。ジェノヴァ・パガニーニ国際コンクールやパリ・ロン＝ティボー国際コンクール、ドイツ公共放送連盟主催のミュンヘン国際音楽コンクール（ソナタ部門）など、数々のコンクールに入賞した後、1961年よりロンドンに渡る。1962年にロリン・マゼール指揮ロンドン交響楽団と共演して英国デビューを果たす。これによって、ハンガリー・ヴァイオリン楽派の伝統に連なる新星として、ヨゼフ・シゲティやゾルターン・セーケイ、エデ・ザトゥレツキーらの後継者にふさわしい国際的な活動を繰り広げ、ピエール・ブーレーズやベルナルト・ハイティンク、クリストフ・フォン・ドホナーニ、ゲンナジー・ロジェストヴェンスキー、クラウス・テンシュテット、シャルル・デュトワ、レナード・スラットキン、サイモン・ラトルらの指揮者と共演してきた。1971年には、ゲオルク・ショルティ指揮シカゴ交響楽団との共演により、米国デビューも果たした。
レパートリーは幅広く、モーツァルトやシューベルト、ブラームス、バルトーク、ティペットらの作品だけでなく、ヴィトルト・ルトスワフスキやクシシュトフ・ペンデレツキ、アルフレード・シュニトケ、マクスウェル＝デイヴィス、ウィリアム・マサイアスらによる現代音楽も含まれている。
室内楽奏者としては、ペーター・フランクルやラルフ・キルシュバウム、イェネ・ヤンドーらと共演している。
また演奏活動のかたわら、英国王立音楽院やヴィンタートゥーア音楽院において後進の指導に勤しんでいる。
ロンドンに長く住んでいたが、2024年11月ごろに事故に遭い、病院に搬送された後、11月18日未明に死去。88歳没。